# Heinz Otto Müller
Heinz Otto Müller foi um estudante em engenharia eletrotécnica que conjuntamente com o estudante de medicina Friedrich Krause trabalharam no microscópio eletrônico de transmissão construído por Ernst Ruska em 1933, e publicaram resultados crescentemente melhores. Morreram durante bombardeios na Segunda Guerra Mundial.